# 高岡澪
高岡 澪（たかおか みお、2005年9月21日 - ）は、東京都出身の女子サッカー選手。ポジションはフォワード。

## 来歴

### クラブ
2024年に藤枝順心高校から東洋大学に進学。

### 代表
2022年9月に、U-17女子ワールドカップに臨むU-17日本代表に選出された。大会ではグループステーでジ3試合に出場し、カナダ戦では1得点を決めた。

## 代表歴
- U-17日本代表
  - 2022 FIFA U-17女子ワールドカップ; ベスト8（3試合1得点）